# فرناندو كابريرا (لاعب كرة قاعدة)
فرناندو كابريرا (بالإنجليزية: Fernando Cabrera) هو لاعب كرة قاعدة أمريكي، ولد في 16 نوفمبر 1981 في تواباخا ‏ في الولايات المتحدة.

## وصلات خارجية
- فرناندو كابريرا على موقع دوري كرة القاعدة الرئيسي (الإنجليزية)
- فرناندو كابريرا على موقعبيزبول رفرنس.كوم (الدوري الرئيسي) (الإنجليزية)
- فرناندو كابريرا على موقعبيزبول رفرنس.كوم (الدوري الثانوي) (الإنجليزية)
- فرناندو كابريرا على موقع إي إس بي إن.كوم (أم.أل.بي) (الإنجليزية)
- فرناندو كابريرا على موقع مشجعي الرسوم البيانية (الإنجليزية)